# Várnai István
Várnai István (Budapest, 1890. május 27. – Budapest, Józsefváros, 1930. április 3.) magyar újságíró, lapszerkesztő.

## Élete
Várnai (Walder) Mór Adolf (1846–1891) kereskedő és Hoffmann Gizella gyermekeként született. Előbb Az Est, majd a Budapesti Napló, a Pesti Napló, végül A Nap munkatársa volt. 1912-ben Korda Sándorral indította meg a Pesti Mozit, majd Ma Este címmel színházi folyóiratot alapított. 1927-től 1930-ig A Hét című színházi és filmlap szerkesztője és tulajdonosa volt. A magyarországi filmművészettel foglalkozó szaksajtó egyik megteremtője.